# Hans Papenberg
Hans Papenberg (* 13. August 1915 in Hörde; † 10. Februar 1977 in Bremen) war ein Politiker aus Bremen (SPD) und er war Mitglied der Bremischen Bürgerschaft.

## Biografie
Papenberg war als Maschinist in Bremen tätig.

### Politik
Papenberg war Mitglied der SPD.
Von 1951 bis 1967 war er 16 Jahre lang Mitglied der Bremischen Bürgerschaft und in verschiedenen Deputationen und Ausschüssen der Bürgerschaft tätig.